# Platycerus senguni
Platycerus senguni is een keversoort uit de familie vliegende herten (Lucanidae). De wetenschappelijke naam van de soort is voor het eerst geldig gepubliceerd in 1966 door Schweiger.